# President de la Nació Argentina
El president de la Nació Argentina és el cap d'Estat, cap de govern, responsable polític de l'administració general del país i comandant en cap de totes les Forces Armades de la República Argentina.
El president encapçala el poder executiu del govern de l'Argentina, i juntament amb el Vicepresident de l'Argentina és un dels dos únics càrrecs electes del poder executiu.
Bernardino Rivadavia fou nomenat «president de les Províncies Unides del Riu de la Plata», càrrec i títol creat per llei del Congrés del 8 de febrer de 1826.
Justo José de Urquiza va exercir la presidència com «president de la Confederació Argentina» d'acord amb la Constitució original de 1853, igual que el seu successor, Santiago Derqui qui, després de les reformes constitucionals de 1860, va assumir el títol de «president de la Nació Argentina», vigent fins al dia d'avui. A partir de la reforma de la Constitució argentina de 1994 el mandat dura quatre anys, amb possibilitat d'una única reelecció presidencial, i sorgeix de les eleccions amb sufragi directe i segona volta electoral.
Actualment, la Casa Rosada, situada a l'est de la Plaza de Mayo de Buenos Aires, és la seu del poder executiu de la Nació Argentina.
Des del 10 de desembre de 2023 el càrrec és exercit per Javier Milei.